# Carsten Nielsen
 Der er flere personer med dette navn, se Carsten Nielsen (flertydig).
Carsten Kjeldsen Nielsen (født 12. august 1955 i Lyngby) er en tidligere dansk fodboldspiller, som blandt andet spillede fire landskampe for Danmarks fodboldlandshold.
Carsten Nielsen debuterede som 19-årig for B 1903 i marts 1975 og blot syv måneder senere fik han sin debut på landsholdet i en EM-kvalifikationskamp mod Spanien i Barcelona. I 1975 blev han B 1903s topscorer med 12 mål. 
Halvvejs i sæsonen i 1976 blev Carsten Nielsen solgt til den tyske storklub Borussia Mönchengladbach for 500.000 kr. I sin første sæson i klubben vandt Borussia Mönchengladbach det tyske mesterskab og nåede finalen i Mesterholdenes Europa Cup, som blev tabt til Liverpool. Carsten Nielsen fik dog kun én kamp - hans debut mod Bochum d. 28/8 1976.
De følgende fire sæsoner var Carsten Nielsen fast mand i startopstillingen hos Borussia Mönchengladbach. I 1978 blev han den første dansker, som spillede med i en finale om VM for klubhold. Borussia Mönchengladbach tabte over to kampe til Boca Juniors. Carsten Nielsen var samme år med til at spille Borussia Mönchengladbach frem til semifinalerne i Mesterholdenes Europa Cup, hvor Borussia Mönchengladbach blev slået ud af de senere vindere Liverpool FC. Klubben var også tæt på at genvinde det tyske mesterskab, men blev overgået af FC Köln på bedre målscore, på trods af en sejr på 12-0 over Borussia Dortmund i sidste runde.
I 1979 spillede han den første af to finalekampe, da klubben vandt UEFA Cuppen over Røde Stjerne Beograd. Ved finalekampene i UEFA Cup finalen 1980 blev Carsten Nielsen udskiftet i begge opgør mod Eintracht Frankfurt.
Carsten Nielsen spillede siden en række år i fransk og schweizisk foldbold. I 1988 vandt han det schweiziske mesterskab med Neuchâtel Xamax. I 1989 vendte han tilbage til Danmark og var med til at sikre KB oprykning til 1. division. Han afsluttede karrieren i 1990, hvor han spillede fire kampe for KB.